# منطقة عليكرة
عليكره رمزها «AL» (بالإنجليزية: Aligarh)‏ ، هو تقسيم إداري لدولة الهند تتبع ولاية أتر برديش (بالإنجليزية: Uttar  Pradesh)‏ ، مركزها هو مدينة عليكره (بالإنجليزية: Aligarh)‏ عدد سكانها حسب تعداد سنة 2001 هو 2,990,388 ، مساحتها 3,747 كم² وكثافة السكان 798 لكل كم² .

## أعلام
- راكيش كومار